# Barbie : Le Secret des fées
Série Barbie
Barbie : La Magie de la mode
(2010) Barbie, apprentie princesse
(2011)
Série La Magie de la mode
Barbie : La Magie de la mode
(2010)
Pour plus de détails, voir Fiche technique et Distribution.
Barbie : Le Secret des fées (Barbie: A Fairy Secret) est un long métrage d'animation américano-canadien de William Lau sorti en 2011. C'est le 19e film mettant en scène la poupée Barbie.
Le film fait suite à Barbie : La Magie de la mode, sorti en 2010.

## Synopsis
Ken, Barbie et les deux stylistes de cette dernière, Carrie et Taylor, se retrouvent chez Wally's le lendemain de la première du nouveau film de Barbie. Raquelle les y rejoint dans le seul but de se crêper le chignon avec sa rivale de toujours. Lorsque la bande sort du café, un portail magique s'ouvre dans le ciel et en sortent des fées dont deux s'empressent d'enlever Ken sous l'ordre de la Princesse Graciella. Parmi les fées présentes, Carrie et Taylor reconnaissent Crystal, laquelle était comme par coïncidence présente la veille, lors de la première du film de Barbie. Ainsi, devant les yeux éberlués de Barbie et Raquelle, les deux stylistes font soudain apparaitre des ailes dans leur dos avant de s'envoler pour essayer de passer par le portail, mais celui-ci se referme sur les mystérieux ravisseurs. Leur véritable identité ayant été découverte, Carrie et Taylor ne peuvent plus se cacher aux yeux de Barbie et Raquelle. Elles devront les aider à sauver Ken d'un mariage imprudent avec la Princesse Graciella, inexplicablement et éperdument amoureuse de ce dernier. Pour pouvoir rentrer au Royaume des Fées, les quatre jeunes filles devront faire appel à l'aide de la célèbre critique de mode Lilliana Roxelle. Aussi, Barbie et Raquelle devront-elles travailler ensemble pour réussir.

## Fiche technique
- Titre : Barbie : Le Secret des fées
- Titre original : Barbie: A Fairy Secret
- Réalisation : William Lau
- Scénario : Elise Allen
- Direction artistique : Walter P. Martishius
- Musique : BC Smith
- Production : Kylie Ellis ; Tiffany J. Shuttleworth (senior) ; Kim Dent Wilder et Rob Hudnut (exécutifs)
- Sociétés de production : Barbie Entertainment, Rainmaker Entertainment
- Société de distribution : Universal Studios Home Entertainment
- Pays d'origine : États-Unis, Canada
- Langue d'origine : anglais
- Format : couleur - son stéréo
- Genre : animation et fantasy
- Durée : 71 minutes
- Dates de sortie :  France : 22 février 2011[2] ;  États-Unis : 15 mars 2011

Sources : Générique du DVD, IMDb

## Distribution
| - Diana Kaarina : Barbie - Sierra Benson : Barbie (chant) - Adrian Petriw : Ken - Britt Irvin : Raquelle - Cassandra Morris : Carrie - Kate Higgins : Taylor - Alexandra Carter : la princesse Graciella - Silvio Pollio : Zane - Britney Wilson : Crystal - Nicole Oliver : Lilliana Roxelle - Barbara Tyson : Tracy Clinger - Candus Churchill : Reena - Nathaniel Deveaux : Graylen - Michael Dobson : la fée-prêtre | - Noémie Orphelin : Barbie - Christophe Hespel : Ken - Sophie Landresse : Raquelle - Laetitia Liénart : Carrie - Julie Basecqz : Taylor - Véronique Fyon : la princesse Graciella - Pierre Lognay : Zane - Marie Van Ermengen : Crystal - Manuela Servais : Liliana Roxelle - Cathy Boquet : Tracy Clinger - Angélique Leleux : Reena - Martin Spinhayer : Graylen - Romain Barbieux : le prêtre /un garde - Laurence Stevenne : la gérante du magasin |

Source : Générique du DVD

## Chansons du film
- Can You Keep a Secret? - Sierra Benson

## Autour du film
Créée en 1959, la poupée Barbie est à l'origine de nombreux produits dérivés. Elle a également inspiré plusieurs films d'animation dans lesquels Barbie incarne différents personnages. Barbie et le Secret des fées est sorti la même année que Barbie apprentie princesse et Barbie : Un merveilleux Noël.

## Distinctions
Le film a été nommé au Leo Awards 2011 dans deux catégories :
- Best Overall Sound in an Animation Program or Series
- Best Animation Program or Series